# Ediacaria
Ediacaria (лат.) — ископаемый род, относящийся к эдиакарскому периоду неопротерозойской эры. В отличие от большей части эдиакарской биоты, которая почти полностью исчезла из летописи окаменелостей в конце периода, окаменелости Ediacaria были обнаружены в период от байкальского возраста (850—650 млн лет назад) верхнего рифея до 501 млн лет назад. в кембрийский период. Ediacaria состоит из концентрических шероховатых кругов, радиальных линий между кругами и центрального купола диаметром от 1 до 70 см.

## Систематика и таксономия
Ediacaria была названа Регом Сприггом в 1947 году в честь холмов Эдиакара в Южной Австралии. Известны два вида: E. flindersi, описанный Сприггом из кварцита Паунд в Эдиакарских холмах, и E. booleyi, описанный в 1995 г. из позднекембрийского месторождения в заливе Були (графство Уэксфорд), Ирландия. Виды были названы в честь хребтов Флиндерс и залива Були соответственно.
Ediacaria, возможно, является синонимом Aspidella terranovica, описанного в 1872 году. Хотя Ediacaria является одним из первых описанных организмов из докембрия, Aspidella была описана ранее, хотя её возраст не считался докембрийским. Поскольку Aspidella, по-видимому, является таксоном формы, Ediacaria все же может быть действительным и обозначать один конкретный род из нескольких, которые, по-видимому, составляют Aspidella. Spriggia wadea, вполне вероятно, является синонимом Ediacaria (и, следовательно, возможно, Aspidella); различия, по-видимому, просто связаны с разным субстратом, в который помещали животных. (Гелинг и др., 2000 г.)
Ediacaria часто классифицировали как медузу (сцифозский книдарий), а также интерпретировали её во многих категориях, которые постулируются как место обитания эдиакарской биоты. Заметная нитевидная микроструктура, сохранившаяся в некоторых пиритизированных образцах, предполагает, что это могла быть микробная колония, которая разрушила окружающий микробный мат, чтобы создать характерный узор.